# Culicoides hoguei
Culicoides hoguei är en tvåvingeart som beskrevs av Wirth och Moraes 1979. Culicoides hoguei ingår i släktet Culicoides och familjen svidknott. Inga underarter finns listade i Catalogue of Life.